# NGC 4226
NGC 4226 est une galaxie spirale située dans la constellation des Chiens de chasse. NGC 4226 a été découverte par l'astronome britannique John Herschel en 1828.

## Caractéristiques
La classe de luminosité de NGC 4226 est I.

### Distance
Sa vitesse par rapport au fond diffus cosmologique est de7 455 ± 15 km/s, ce qui correspond à une distance de Hubble de 110,0 ± 7,7 Mpc (∼359 millions d'al).
À ce jour, trois mesures non basées sur le décalage vers le rouge (redshift) donnent une distance de 119,000 ± 3,606 Mpc (∼388 millions d'al), ce qui est à l'intérieur des valeurs de la distance de Hubble. Notons cependant que c'est avec la valeur moyenne des mesures indépendantes, lorsqu'elles existent, que la base de données NASA/IPAC calcule le diamètre d'une galaxie et qu'en conséquence le diamètre de NGC 4226 pourrait être d'environ 41,2 kpc (∼134 000 al) si on utilisait la distance de Hubble pour le calculer.

## Un trio de galaxies?

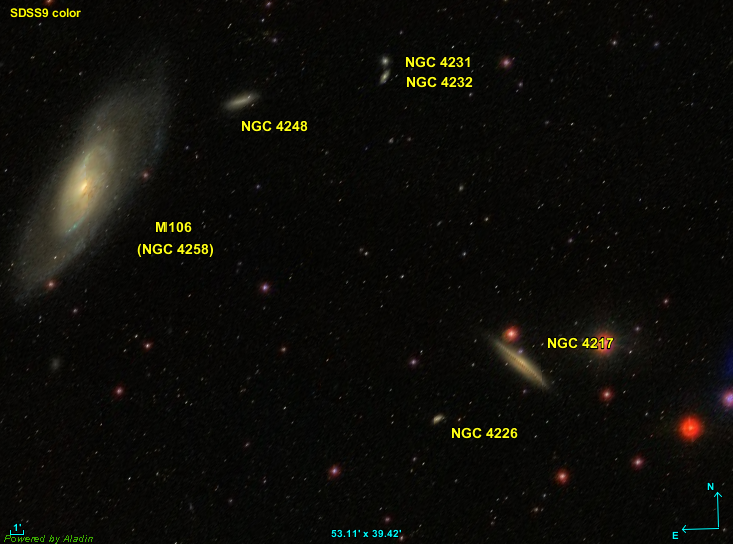
NGC 4226, NGC 4231 et NGC 4232 sont dans la même région du ciel et elles forment probablement un trio de galaxies. Les autres galaxies de l'image (M106, NGC 4248 et NGC 4217) font toutes partie de l'amas de la Grande Ourse et elles sont beaucoup plus rapprochées de la Voie lactée.

Selon Abraham Mahtessian NGC 4226 et NGC 4231 forment une paire de galaxies. Mais, selon Vaucouleur et Corwin, NGC 4231 et NGC 4232 forment aussi une paire de galaxies. NGC 4226, NGC 4231 et NGC 4232 sont respectivement à des distances de 359, 367 et 359 millions d'années-lumière de la Voie lacté et elles sont dans la même région de la sphère céleste. Selon ces chiffres, ce serait plutôt NGC 4226 et NGC 4232 qui forment une paire de galaxies. On pourrait aussi considérer que ces trois galaxies forment un trio de galaxies.

## Supernova
La supernova SN 2008bn a été découverte dans NGC 4226 le 31 mars 2008 par R. Mostardi, W. Li et A. V. Filippenko de l'université de Californie à Berkeley dans le cadre du programme LOSS (Lick Observatory Supernova Search) de l'observatoire Lick. Cette supernova était de type II.